# بورگ وستنهوف
بورگ وستنهوف (به آلمانی: Bürg-Vöstenhof) یک منطقهٔ مسکونی در اتریش است که در ناحیه نوین‌کیرشن واقع شده‌است. بورگ وستنهوف ۱۷۶ نفر جمعیت دارد.